# Alex De Rosso
Alex De Rosso (...) è un chitarrista italiano rock e hard rock.

## Biografia
Alex De Rosso inizia a suonare nel 1982. Già verso la fine degli anni '80 sostituisce Alex Masi nella band veneziana Dark Lord con i quali registra "It's Nigh' time. 
Il 1995 è l'anno della pubblicazione in Giappone ed in Europa del suo primo album (Alex De Rosso). Nel 1997 registra il secondo album, Ossimoro, pubblicato poi in tutto il mondo nel 1998. Del 2002 è la pubblicazione del suo terzo album (The Thin Line Between Black And White). Di lì a breve Alex diventa il nuovo chitarrista dei Dokken, sostituendo John Norum (Europe).
Nel 2002 e 2003 partecipa a due tour negli Stati Uniti e ad un centinaio di concerti con i Dokken, a fianco di band come Whitesnake, Scorpions, Judas Priest.
Nello stesso periodo partecipa come chitarrista alla registrazione degli album Vertigo, con il cantante dei Toto Joseph Williams, e Perfect World con Kelly Hansen (Hurricane, Foreigner).
Dopo l'era Dokken, nel 2004 Alex si occupa anche di produzioni musicali, come Headrush con Roberto Tiranti (Labyrinth) e Shadows Fade, con Kevin Chalfant (The Storm).
Nel 2008 produce un album interamente dedicato alla musica dei Toto: King of Balance - A Rockwalk through the Toto Years, che viene pubblicato in Europa ed in Giappone.
Il 2010 è l'anno in cui si unisce alla band Pushking, e nell'album "The World as We Love It" si trova a fianco di icone della musica rock come
Alice Cooper, Paul Stanley (KISS), Billy Gibbons (ZZ Top), Glenn Hughes, Joe Lynn Turner, Eric Martin (mr Big), Steve Lukather (TOTO), Steve Vai, Steve Stevens, Nuno Bettencourt.
Collabora quindi ad innumerevoli progetti, e nel 2015 è ospite in un brano dell'album "Odyssea Storm" di Pier Gonella.
Dal 2014 diventa chitarrista della band statunitense Faithsedge, di cui è anche produttore nel 2019 con l'album Bleed fo Passion.
Si unisce nel 2022 ai Damn Freaks come chitarrista e produttore dell'album "III", pubblicato nel 2023.

## Discografia
- Alex De Rosso (1995)
- Ossimoro (1998)
- The thin line betwen black and white (2002)
- Perfect world, con Kellie Hansen
- Vertigo, con Joseph Williams
- Shadows fade, con Kevin Chalfant
- Headrush, con Roberto Tiranti
- King of Balance - A Rockwalk through the Toto Years
- Solna "Eurameric", con Pamela Moore e Ralph Scheepers
- Pushking "The World as We Love It" con Alice Cooper, Paul Stanley, Billy Gibbons, Glenn Hughes, Joe Lynn Turner, Eric Martin, Steve Lukather, Steve Vai, Steve Stevens, Nuno Bettencourt.
- Lions & Lambs (2013)
- The Big Swing (2015)
- Damn Freaks III (2023)

## Strumentazione
- Chitarre ESP di molteplici modelli
- Pickups Seymour Duncan, anch'essi di plurimi modelli
- Corde DOGAL
- Amplificatori: Principalmente Alex utilizza Testate valvolari FROG Amps, progettate per lui dal Team FROG. In particolare Marquee XXXVI Vintage con Brown Mod | Special Edition Alex De Rosso con valvole EL34 nel finale per ricreare il glorioso "Brown Sound" di Van Halen degli esordi e la nuova HITMAN 4422 | Special Edition Alex De Rosso per i suoni più moderni e marcatamente High Gain, senza scordare però i puliti di classe che utilizza spesso per arpeggi o open chords più bluesy..Diffusori FROG Amps , principalmente vertical 2x12 con coni Celestion. Ha tuttavia utilizzato (e rientrano tuttora nel suo rig) un power amp "two/fifty/two" del marchio VHT,ora noto come Fryette, e la testata Pitbull Ultralead e Hundred CLX. In tempi meno recenti lo si è visto suonare anche attraverso una Steavens Poundcake, probabilmente Mark I.
- Effetti TC Electronic / MXR / Dophix / Strymon
- L&M straps
- FROG Cables
- FROG PowerCord Standard / Ultimate HP / Floor HP
- FROG Python Speaker Cable
- FROG Anaconda Speaker Cable
- FROG Black Mamba <M-Cap> Instrument Cable
- FROG Black Mamba <F-Cap> Instrument Cable